# ATP World Tour 2018

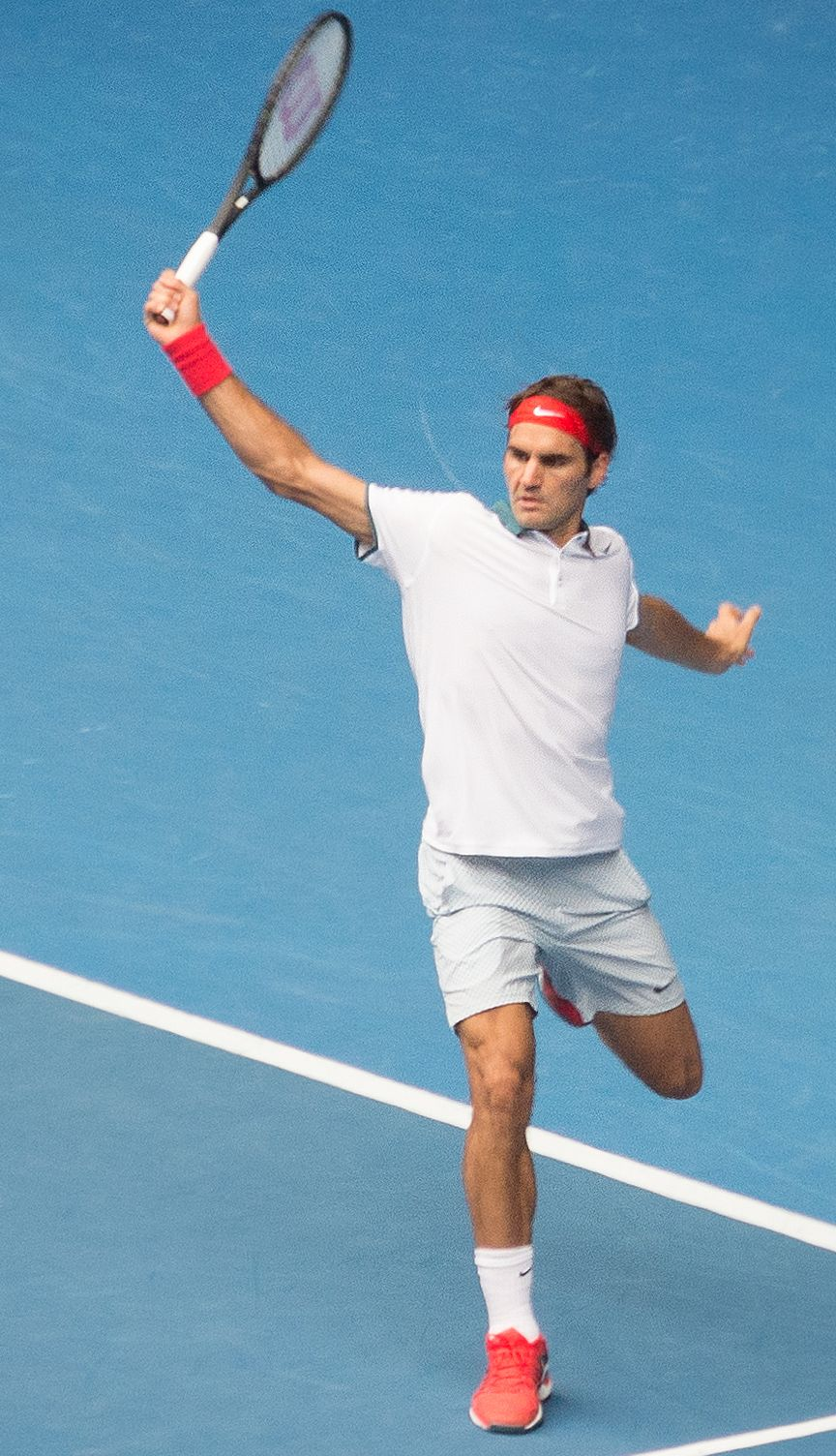
Roger Federer ha difeso il titolo all'Australian Open e a Febbraio è diventato il numero 1 al mondo più vecchio della storia.

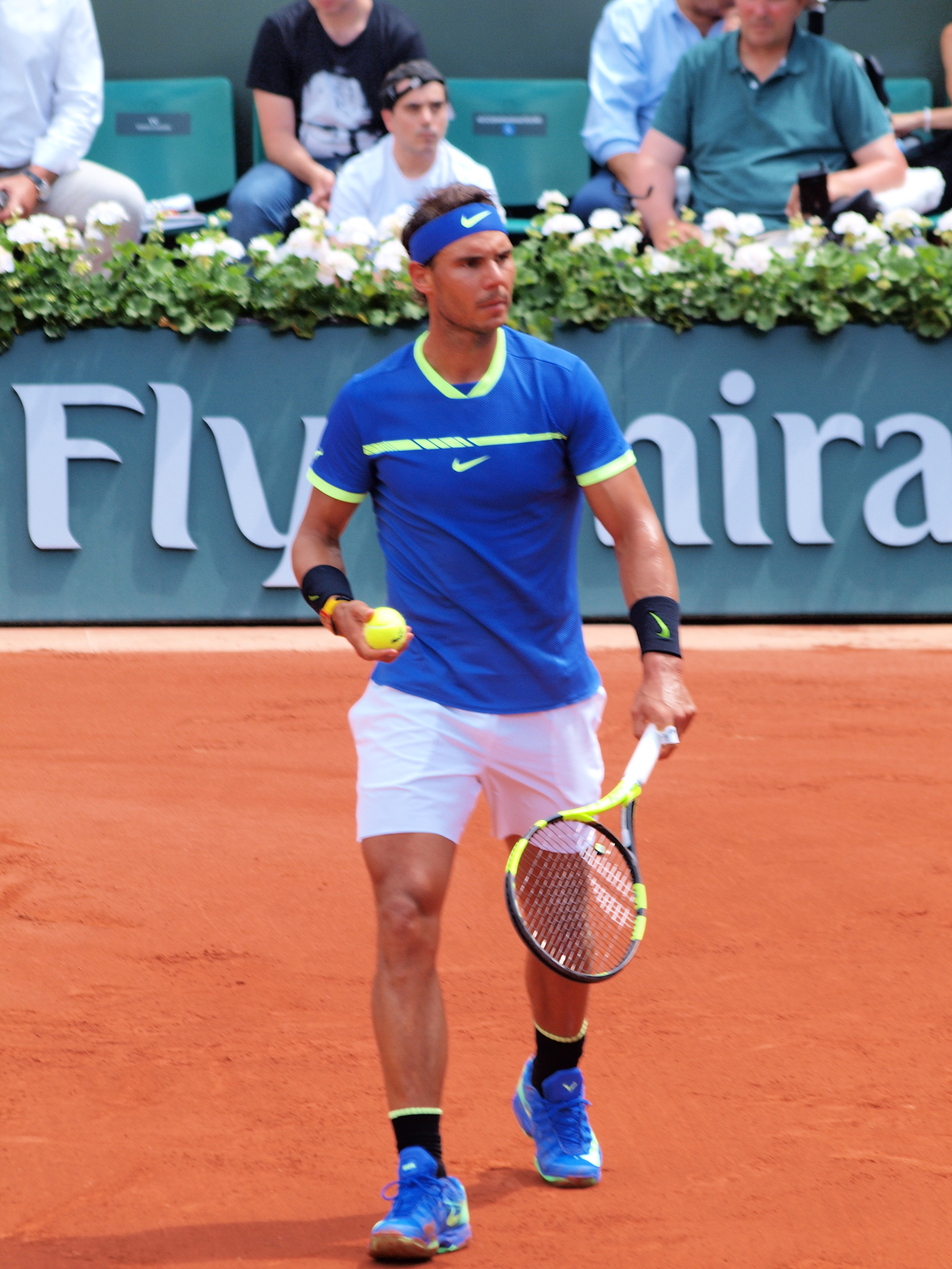
Rafael Nadal ha difeso a sua volta il suo titolo al Roland Garros, il suo 11º a Parigi e 17° Grande Slam in carriera.

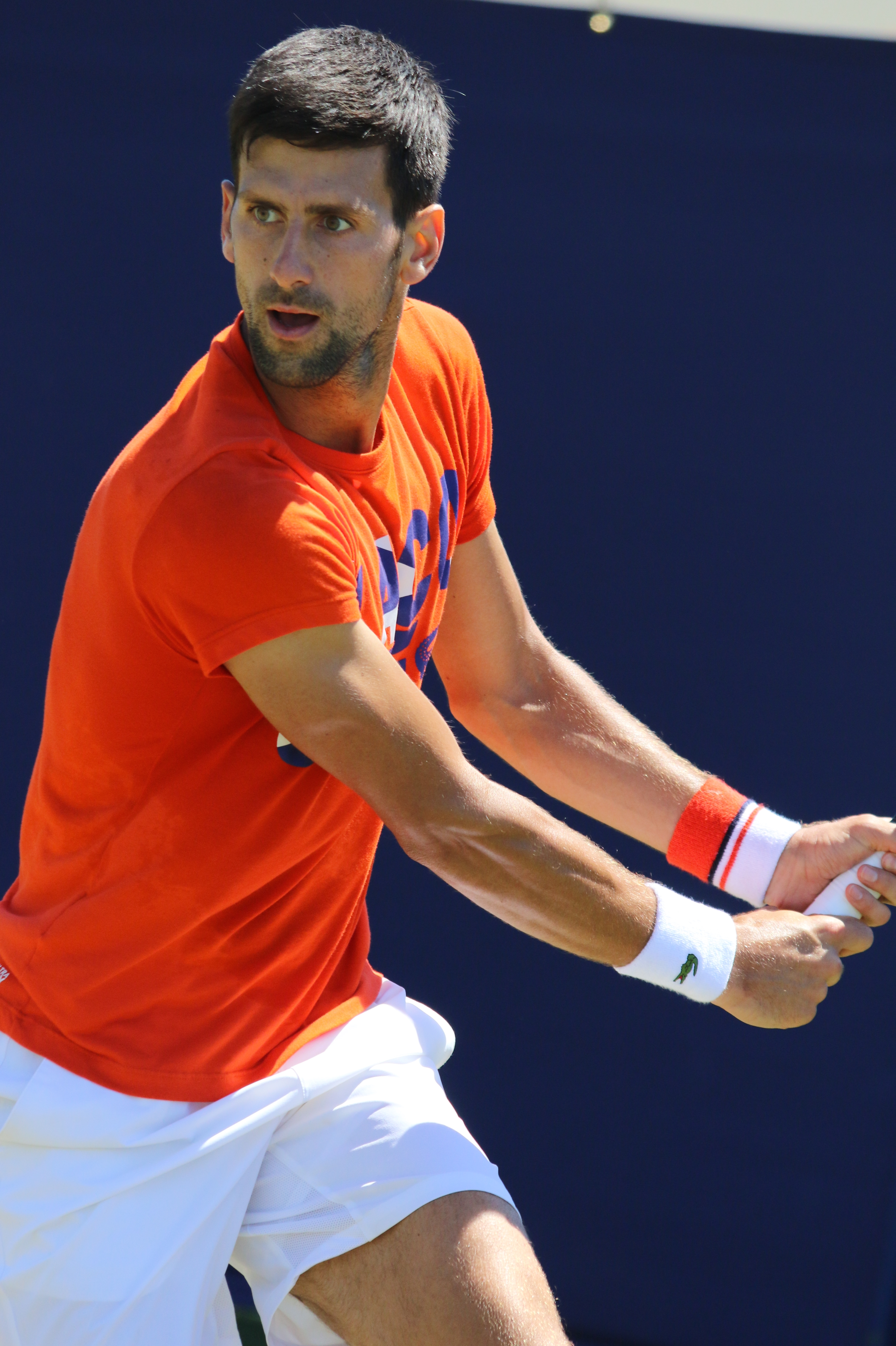
Novak Đoković ha vinto sia il torneo di Wimbledon che gli US Open.

L'ATP World Tour 2018 è un insieme di tornei organizzati dall'ATP divisi in quattro categorie: tornei del Grande Slam, Masters 1000, 500 e 250. A questi si aggiungono anche la Coppa Davis, l'ATP World Tour Finals e la Hopman Cup che, insieme agli Slam, sono organizzati dalla ITF.

## Calendario
Questo è il calendario completo degli eventi del 2018, con i risultati in progressione dai quarti di finale.
Legenda
| Grande Slam                 |
| ATP Finals                  |
| Next Generation ATP Finals  |
| ATP World Tour Masters 1000 |
| ATP World Tour 500          |
| ATP World Tour 250          |
| Evento a squadre            |

### Gennaio
| Settimana             | Torneo | Campione/i | Finalista/i                                                                                     | Semifinalisti                                  | Eliminati ai quarti di finale                                         |
| --------------------- | --- | --- | ----------------------------------------------------------------------------------------------- | ---------------------------------------------- | --------------------------------------------------------------------- |
| 1 gennaio             | Hopman Cup 2018 Perth, Australia Torneo a squadre misto AU$1.000.000 - Cemento indoor - 8 squadre (RR) | Svizzera 2–1 | Germania                                                                                        | Round Robin (Gruppo A) Belgio Australia Canada | Round Robin (Gruppo B) Stati Uniti Russia Giappone                    |
| 1 gennaio             | Qatar ExxonMobil Open 2018 Doha, Qatar ATP World Tour 250 $1.386.665 - Cemento - 32S/16Q/16D Singolare - Doppio | Gaël Monfils 6–2, 6–3 | Andrej Rublëv                                                                                   | Dominic Thiem Guido Pella                      | Stefanos Tsitsipas Peter Gojowczyk Mirza Bašić Borna Ćorić            |
| 1 gennaio             | Qatar ExxonMobil Open 2018 Doha, Qatar ATP World Tour 250 $1.386.665 - Cemento - 32S/16Q/16D Singolare - Doppio | Oliver Marach Mate Pavić 6–2, 7–6(6)                                                                                      | Jamie Murray Bruno Soares                                                                       | Dominic Thiem Guido Pella                      | Stefanos Tsitsipas Peter Gojowczyk Mirza Bašić Borna Ćorić            |
| 1 gennaio             | Maharashtra Open 2018 Pune, India ATP World Tour 250 $561.345 - Cemento - 28S/16Q/16D Singolare - Doppio | Gilles Simon 7–6(4), 6–2                                                                                                  | Kevin Anderson                                                                                  | Marin Čilić Benoît Paire                       | Pierre-Hugues Herbert Ricardo Ojeda Lara Robin Haase Michail Kukuškin |
| 1 gennaio             | Maharashtra Open 2018 Pune, India ATP World Tour 250 $561.345 - Cemento - 28S/16Q/16D Singolare - Doppio | Robin Haase Matwé Middelkoop 7–6(5), 7–6(5)                                                                               | Pierre-Hugues Herbert Gilles Simon                                                              | Marin Čilić Benoît Paire                       | Pierre-Hugues Herbert Ricardo Ojeda Lara Robin Haase Michail Kukuškin |
| 1 gennaio             | Brisbane International 2018 Brisbane, Australia ATP World Tour 250 $528.910 - Cemento - 28S/16Q/16D Singolare - Doppio | Nick Kyrgios 6–4, 6–2 | Ryan Harrison                                                                                   | Grigor Dimitrov Alex de Minaur                 | Kyle Edmund Aleksandr Dolhopolov Michael Mmoh Denis Istomin           |
| 1 gennaio             | Brisbane International 2018 Brisbane, Australia ATP World Tour 250 $528.910 - Cemento - 28S/16Q/16D Singolare - Doppio | Henri Kontinen John Peers 3–6, 6–3, [10–2]                                                                                | Leonardo Mayer Horacio Zeballos                                                                 | Grigor Dimitrov Alex de Minaur                 | Kyle Edmund Aleksandr Dolhopolov Michael Mmoh Denis Istomin           |
| 8 gennaio             | ASB Classic 2018 Auckland, Nuova Zelanda ATP World Tour 250 $561.345 - Cemento - 28S/32Q/16D Singolare - Doppio | Roberto Bautista Agut 6–1, 4–6, 7–5                                                                                       | Juan Martín del Potro                                                                           | Robin Haase David Ferrer                       | Peter Gojowczyk Jiří Veselý Chung Hyeon Karen Chačanov                |
| 8 gennaio             | ASB Classic 2018 Auckland, Nuova Zelanda ATP World Tour 250 $561.345 - Cemento - 28S/32Q/16D Singolare - Doppio | Oliver Marach Mate Pavić 6–4, 5–7, [10–7]                                                                                 | Maks Mirny Philipp Oswald                                                                       | Robin Haase David Ferrer                       | Peter Gojowczyk Jiří Veselý Chung Hyeon Karen Chačanov                |
| 8 gennaio             | Sydney International 2018 Sydney, Australia ATP World Tour 250 $528.910 - Cemento - 28S/32Q/16D Singolare - Doppio | Daniil Medvedev 1–6, 6–4, 7–5                                                                                             | Alex de Minaur                                                                                  | Fabio Fognini Benoît Paire                     | Paolo Lorenzi Adrian Mannarino Feliciano López Gilles Müller          |
| 8 gennaio             | Sydney International 2018 Sydney, Australia ATP World Tour 250 $528.910 - Cemento - 28S/32Q/16D Singolare - Doppio | Łukasz Kubot Marcelo Melo 6–3, 6–4                                                                                        | Jan-Lennard Struff Viktor Troicki                                                               | Fabio Fognini Benoît Paire                     | Paolo Lorenzi Adrian Mannarino Feliciano López Gilles Müller          |
| 15 gennaio 22 gennaio | Australian Open 2018 Melbourne, Australia Grande Slam AU$25.096.000 - Cemento - 128S/128Q/64D/32X Singolare - Doppio - Doppio misto | Roger Federer 6–2, 6(5)–7, 6–3, 3–6, 6–1                                                                                  | Marin Čilić                                                                                     | Kyle Edmund Chung Hyeon                        | Rafael Nadal Grigor Dimitrov Tennys Sandgren Tomáš Berdych            |
| 15 gennaio 22 gennaio | Australian Open 2018 Melbourne, Australia Grande Slam AU$25.096.000 - Cemento - 128S/128Q/64D/32X Singolare - Doppio - Doppio misto | Oliver Marach Mate Pavić 6–4, 6–4                                                                                         | Juan Sebastián Cabal Robert Farah                                                               | Kyle Edmund Chung Hyeon                        | Rafael Nadal Grigor Dimitrov Tennys Sandgren Tomáš Berdych            |
| 15 gennaio 22 gennaio | Australian Open 2018 Melbourne, Australia Grande Slam AU$25.096.000 - Cemento - 128S/128Q/64D/32X Singolare - Doppio - Doppio misto | Gabriela Dabrowski Mate Pavić 2–6, 6–4, [11–9]                                                                            | Tímea Babos Rohan Bopanna                                                                       | Kyle Edmund Chung Hyeon                        | Rafael Nadal Grigor Dimitrov Tennys Sandgren Tomáš Berdych            |
| 29 gennaio            | Coppa Davis 2018 Primo turno Albertville, Francia - Cemento (i) Morioka, Giappone - Cemento (i) Marbella, Spagna - Terra rossa Brisbane, Australia - Cemento Astana, Kazakhstan - Cemento (i) Osijek, Croazia - Terra rossa (i) Niš, Serbia - Terra rossa (i) Liegi, Belgio - Cemento (i) | Vincenti primo turno Francia 3–1 Italia 3–1 Spagna 3–1 Germania 3–1 Kazakistan 4–1 Croazia 3–1 Stati Uniti 3–1 Belgio 3–2 | Perdenti primo turno Paesi Bassi Giappone Regno Unito Australia Svizzera Canada Serbia Ungheria |                                                |                                                                       |

### Febbraio
| Settimana   | Torneo | Campione/i                                           | Finalista/i                        | Semifinalisti                    | Eliminati ai quarti di finale                                                     |
| ----------- | --- | ---------------------------------------------------- | ---------------------------------- | -------------------------------- | --------------------------------------------------------------------------------- |
| 5 febbraio  | Open Sud de France 2018 Montpellier, Francia ATP World Tour 250 €561.345 - Cemento (i) - 28S/32Q/16D Singolare - Doppio             | Lucas Pouille 7–6(2), 6–4                            | Richard Gasquet                    | David Goffin Jo-Wilfried Tsonga  | Karen Chačanov Damir Džumhur Andrej Rublëv Benoît Paire                           |
| 5 febbraio  | Open Sud de France 2018 Montpellier, Francia ATP World Tour 250 €561.345 - Cemento (i) - 28S/32Q/16D Singolare - Doppio             | Ken Skupski Neal Skupski 7–6(2), 6–4                 | Ben McLachlan Hugo Nys             | David Goffin Jo-Wilfried Tsonga  | Karen Chačanov Damir Džumhur Andrej Rublëv Benoît Paire                           |
| 5 febbraio  | Sofia Open 2018 Sofia, Bulgaria ATP World Tour 250 €561.345 - Cemento (i) - 28S/32Q/16D Singolare - Doppio                          | Mirza Bašić 7–6(6), 6(4)–7, 6–4                      | Marius Copil                       | Stan Wawrinka Jozef Kovalík      | Viktor Troicki Maximilian Marterer Gilles Müller Marcos Baghdatis                 |
| 5 febbraio  | Sofia Open 2018 Sofia, Bulgaria ATP World Tour 250 €561.345 - Cemento (i) - 28S/32Q/16D Singolare - Doppio                          | Robin Haase Matwé Middelkoop 5–7, 6–4, [10–4]        | Nikola Mektić Alexander Peya       | Stan Wawrinka Jozef Kovalík      | Viktor Troicki Maximilian Marterer Gilles Müller Marcos Baghdatis                 |
| 5 febbraio  | Ecuador Open 2018 Quito, Ecuador ATP World Tour 250 $561.345 - Terra rossa - 28S/32Q/16D Singolare - Doppio                         | Roberto Carballés Baena 6–3, 4–6, 6–4                | Albert Ramos Viñolas               | Andrej Martin Thiago Monteiro    | Corentin Moutet Nicolás Jarry Gaël Monfils Gerald Melzer                          |
| 5 febbraio  | Ecuador Open 2018 Quito, Ecuador ATP World Tour 250 $561.345 - Terra rossa - 28S/32Q/16D Singolare - Doppio                         | Nicolás Jarry Hans Podlipnik-Castillo 7–6(6), 6–3    | Austin Krajicek Jackson Withrow    | Andrej Martin Thiago Monteiro    | Corentin Moutet Nicolás Jarry Gaël Monfils Gerald Melzer                          |
| 12 febbraio | Rotterdam Open 2018 Rotterdam, Paesi Bassi ATP World Tour 500 €1.996.245 - Cemento (i) - 32S/16Q/16D Singolare - Doppio             | Roger Federer 6–2, 6–2                               | Grigor Dimitrov                    | Andreas Seppi David Goffin       | Robin Haase Daniil Medvedev Tomáš Berdych Andrej Rublëv                           |
| 12 febbraio | Rotterdam Open 2018 Rotterdam, Paesi Bassi ATP World Tour 500 €1.996.245 - Cemento (i) - 32S/16Q/16D Singolare - Doppio             | Pierre-Hugues Herbert Nicolas Mahut 2–6, 6–2, [10–7] | Oliver Marach Mate Pavić           | Andreas Seppi David Goffin       | Robin Haase Daniil Medvedev Tomáš Berdych Andrej Rublëv                           |
| 12 febbraio | New York Open 2018 New York, Stati Uniti d'America ATP World Tour 250 $748.450 - Cemento (i) - 28S/16Q/16D Singolare - Doppio       | Kevin Anderson 4–6, 6–3, 7–6(1)                      | Sam Querrey                        | Kei Nishikori Adrian Mannarino   | Frances Tiafoe Radu Albot Adrián Menéndez Maceiras Ivo Karlović                   |
| 12 febbraio | New York Open 2018 New York, Stati Uniti d'America ATP World Tour 250 $748.450 - Cemento (i) - 28S/16Q/16D Singolare - Doppio       | Maks Mirny Philipp Oswald 6–4, 4–6, [10–6]           | Wesley Koolhof Artem Sitak         | Kei Nishikori Adrian Mannarino   | Frances Tiafoe Radu Albot Adrián Menéndez Maceiras Ivo Karlović                   |
| 12 febbraio | Argentina Open 2018 Buenos Aires, Argentina ATP World Tour 250 $648.180 - Terra rossa - 28S/16Q/16D Singolare - Doppio              | Dominic Thiem 6–2, 6–4                               | Aljaž Bedene                       | Gaël Monfils Federico Delbonis   | Guido Pella Leonardo Mayer Diego Schwartzman Guillermo García López               |
| 12 febbraio | Argentina Open 2018 Buenos Aires, Argentina ATP World Tour 250 $648.180 - Terra rossa - 28S/16Q/16D Singolare - Doppio              | Andrés Molteni Horacio Zeballos 6–3, 5–7, [10–3]     | Juan Sebastián Cabal Robert Farah  | Gaël Monfils Federico Delbonis   | Guido Pella Leonardo Mayer Diego Schwartzman Guillermo García López               |
| 19 febbraio | Rio Open 2018 Rio de Janeiro, Brasile ATP World Tour 500 $1.842.475 - Terra rossa - 32S/16Q/16D Singolare - Doppio                  | Diego Schwartzman 6–2, 6–3                           | Fernando Verdasco                  | Nicolás Jarry Fabio Fognini      | Gaël Monfils Pablo Cuevas Aljaž Bedene Dominic Thiem                              |
| 19 febbraio | Rio Open 2018 Rio de Janeiro, Brasile ATP World Tour 500 $1.842.475 - Terra rossa - 32S/16Q/16D Singolare - Doppio                  | David Marrero Fernando Verdasco 5–7, 7–5, [10–8]     | Nikola Mektić Alexander Peya       | Nicolás Jarry Fabio Fognini      | Gaël Monfils Pablo Cuevas Aljaž Bedene Dominic Thiem                              |
| 19 febbraio | Open 13 Provence 2018 Marsiglia, Francia ATP World Tour 250 €718.810 - Cemento (i) - 28S/16Q/16D Singolare - Doppio                 | Karen Chačanov 7–5, 3–6, 7–5                         | Lucas Pouille                      | Tomáš Berdych Il'ja Ivaška       | Julien Benneteau Damir Džumhur Filip Krajinović Nicolas Mahut                     |
| 19 febbraio | Open 13 Provence 2018 Marsiglia, Francia ATP World Tour 250 €718.810 - Cemento (i) - 28S/16Q/16D Singolare - Doppio                 | Raven Klaasen Michael Venus 6(2)–7, 6–3, [10–4]      | Marcus Daniell Dominic Inglot      | Tomáš Berdych Il'ja Ivaška       | Julien Benneteau Damir Džumhur Filip Krajinović Nicolas Mahut                     |
| 19 febbraio | Delray Beach Open 2018 Delray Beach, Stati Uniti d'America ATP World Tour 250 $622.675 - Cemento - 32S/16Q/16D Singolare - Doppio   | Frances Tiafoe 6–1, 6–4                              | Peter Gojowczyk                    | Steve Johnson Denis Shapovalov   | Reilly Opelka Evgenij Donskoj Taylor Fritz Chung Hyeon                            |
| 19 febbraio | Delray Beach Open 2018 Delray Beach, Stati Uniti d'America ATP World Tour 250 $622.675 - Cemento - 32S/16Q/16D Singolare - Doppio   | Jack Sock Jackson Withrow 4–6, 6–4, [10–8]           | Nicholas Monroe John-Patrick Smith | Steve Johnson Denis Shapovalov   | Reilly Opelka Evgenij Donskoj Taylor Fritz Chung Hyeon                            |
| 26 febbraio | Dubai Tennis Championships 2018 Dubai, Emirati Arabi Uniti ATP World Tour 500 $3.057.135 - Cemento - 32S/16Q/16D Singolare - Doppio | Roberto Bautista Agut 6–3, 6–4                       | Lucas Pouille                      | Malek Jaziri Filip Krajinović    | Stefanos Tsitsipas Borna Ćorić Evgenij Donskoj Yūichi Sugita                      |
| 26 febbraio | Dubai Tennis Championships 2018 Dubai, Emirati Arabi Uniti ATP World Tour 500 $3.057.135 - Cemento - 32S/16Q/16D Singolare - Doppio | Jean-Julien Rojer Horia Tecău 6–2, 7–6(2)            | James Cerretani Leander Paes       | Malek Jaziri Filip Krajinović    | Stefanos Tsitsipas Borna Ćorić Evgenij Donskoj Yūichi Sugita                      |
| 26 febbraio | Abierto Mexicano de Tenis 2018 Acapulco, Messico ATP World Tour 500 $1.789.445 - Cemento - 32S/16Q/16D Singolare - Doppio           | Juan Martín del Potro 6–4, 6–4                       | Kevin Anderson                     | Jared Donaldson Alexander Zverev | Feliciano López Chung Hyeon Dominic Thiem Ryan Harrison                           |
| 26 febbraio | Abierto Mexicano de Tenis 2018 Acapulco, Messico ATP World Tour 500 $1.789.445 - Cemento - 32S/16Q/16D Singolare - Doppio           | Jamie Murray Bruno Soares 7–6(4), 7–5                | Bob Bryan Mike Bryan               | Jared Donaldson Alexander Zverev | Feliciano López Chung Hyeon Dominic Thiem Ryan Harrison                           |
| 26 febbraio | Brasil Open 2018 San Paolo, Brasile ATP World Tour 250 $582.870 - Terra rossa - 28S/16Q/16D Singolare - Doppio                      | Fabio Fognini 1–6, 6–1, 6–4                          | Nicolás Jarry                      | Horacio Zeballos Pablo Cuevas    | Albert Ramos Viñolas Rogério Dutra da Silva Leonardo Mayer Guillermo García López |
| 26 febbraio | Brasil Open 2018 San Paolo, Brasile ATP World Tour 250 $582.870 - Terra rossa - 28S/16Q/16D Singolare - Doppio                      | Federico Delbonis Máximo González 6–4, 6–2           | Wesley Koolhof Artem Sitak         | Horacio Zeballos Pablo Cuevas    | Albert Ramos Viñolas Rogério Dutra da Silva Leonardo Mayer Guillermo García López |

### Marzo
| Settimana          | Torneo | Campione/i                                | Finalista/i                  | Semifinalisti                             | Eliminati ai quarti di finale                                |
| ------------------ | --- | ----------------------------------------- | ---------------------------- | ----------------------------------------- | ------------------------------------------------------------ |
| 5 marzo 18 marzo   | Indian Wells Open 2018 Indian Wells, Stati Uniti ATP World Tour Masters 1000 $8.909.960 - Cemento - 96S/48Q/32D Singolare - Doppio | Juan Martín del Potro 6–4, 6(8)–7, 7–6(2) | Roger Federer                | Borna Ćorić Milos Raonic                  | Chung Hyeon Kevin Anderson Sam Querrey Philipp Kohlschreiber |
| 5 marzo 18 marzo   | Indian Wells Open 2018 Indian Wells, Stati Uniti ATP World Tour Masters 1000 $8.909.960 - Cemento - 96S/48Q/32D Singolare - Doppio | John Isner Jack Sock 7–6(4), 7–6(2)       | Bob Bryan Mike Bryan         | Borna Ćorić Milos Raonic                  | Chung Hyeon Kevin Anderson Sam Querrey Philipp Kohlschreiber |
| 19 marzo 1º aprile | Miami Open 2018 Miami, Stati Uniti ATP World Tour Masters 1000 $8.909.960 - Cemento - 96S/48Q/32D Singolare - Doppio               | John Isner 6(4)–7, 6–4, 6–4               | Alexander Zverev             | Pablo Carreño Busta Juan Martín del Potro | Kevin Anderson Borna Ćorić Milos Raonic Chung Hyeon          |
| 19 marzo 1º aprile | Miami Open 2018 Miami, Stati Uniti ATP World Tour Masters 1000 $8.909.960 - Cemento - 96S/48Q/32D Singolare - Doppio               | Bob Bryan Mike Bryan 4–6, 7–6(5), [10–4]  | Karen Chačanov Andrej Rublëv | Pablo Carreño Busta Juan Martín del Potro | Kevin Anderson Borna Ćorić Milos Raonic Chung Hyeon          |

### Aprile
| Settimana | Torneo | Campione/i                                                                   | Finalista/i                                                 | Semifinalisti                          | Eliminati ai quarti di finale                                           |
| --------- | --- | ---------------------------------------------------------------------------- | ----------------------------------------------------------- | -------------------------------------- | ----------------------------------------------------------------------- |
| 2 aprile  | Coppa Davis 2018 Quarti di finale Genova, Italia - Terra rossa Valencia, Spagna - Terra rossa Varaždin, Croazia - Terra rossa (i) Nashville, Stati Uniti - Cemento (i) | Vincenti quarti di finale Francia 3–1 Spagna 3–2 Croazia 3–1 Stati Uniti 4–0 | Perdenti quarti di finale Italia Germania Kazakistan Belgio |                                        |                                                                         |
| 9 aprile  | U.S. Men's Clay Court Championships 2018 Houston, Stati Uniti d'America ATP World Tour 250 $623.710 - Terra rossa - 28S/16Q/16D Singolare - Doppio                     | Steve Johnson 7–6(2), 2–6, 6–4                                               | Tennys Sandgren                                             | Taylor Fritz Ivo Karlović              | John Isner Jack Sock Nick Kyrgios Guido Pella                           |
| 9 aprile  | U.S. Men's Clay Court Championships 2018 Houston, Stati Uniti d'America ATP World Tour 250 $623.710 - Terra rossa - 28S/16Q/16D Singolare - Doppio                     | Maks Mirny Philipp Oswald 6(2)–7, 6–4, [11–9]                                | Andre Begemann Antonio Šančić                               | Taylor Fritz Ivo Karlović              | John Isner Jack Sock Nick Kyrgios Guido Pella                           |
| 9 aprile  | Grand Prix Hassan II 2018 Marrakech, Marocco ATP World Tour 250 €561.345 - Terra rossa - 28S/16Q/16D Singolare - Doppio                                                | Pablo Andújar 6–2, 6–2                                                       | Kyle Edmund                                                 | João Sousa Richard Gasquet             | Aleksej Vatutin Nikoloz Basilašvili Gilles Simon Malek Jaziri           |
| 9 aprile  | Grand Prix Hassan II 2018 Marrakech, Marocco ATP World Tour 250 €561.345 - Terra rossa - 28S/16Q/16D Singolare - Doppio                                                | Nikola Mektić Alexander Peya 7–5, 3–6, [10–7]                                | Benoît Paire Édouard Roger-Vasselin                         | João Sousa Richard Gasquet             | Aleksej Vatutin Nikoloz Basilašvili Gilles Simon Malek Jaziri           |
| 16 aprile | Monte Carlo Masters 2018 Monte Carlo, Principato di Monaco ATP World Tour Masters 1000 €5.238.735 - Terra rossa - 56S/28Q/24D Singolare - Doppio                       | Rafael Nadal 6–3, 6–2                                                        | Kei Nishikori                                               | Grigor Dimitrov Alexander Zverev       | Dominic Thiem David Goffin Richard Gasquet Marin Čilić                  |
| 16 aprile | Monte Carlo Masters 2018 Monte Carlo, Principato di Monaco ATP World Tour Masters 1000 €5.238.735 - Terra rossa - 56S/28Q/24D Singolare - Doppio                       | Bob Bryan Mike Bryan 7–6(5), 6–3                                             | Oliver Marach Mate Pavić                                    | Grigor Dimitrov Alexander Zverev       | Dominic Thiem David Goffin Richard Gasquet Marin Čilić                  |
| 23 aprile | Barcelona Open 2018 Barcellona, Spagna ATP World Tour 500 €2.794.220 - Terra rossa - 48S/24QS/16D/4QD Singolare - Doppio                                               | Rafael Nadal 6–2, 6–1                                                        | Stefanos Tsitsipas                                          | David Goffin Pablo Carreño Busta       | Martin Kližan Roberto Bautista Agut Dominic Thiem Grigor Dimitrov       |
| 23 aprile | Barcelona Open 2018 Barcellona, Spagna ATP World Tour 500 €2.794.220 - Terra rossa - 48S/24QS/16D/4QD Singolare - Doppio                                               | Feliciano Lopez Marc Lopez 7–6, 6–4                                          | Jean-Julien Rojer Aisam Ul Haq Qureshi                      | David Goffin Pablo Carreño Busta       | Martin Kližan Roberto Bautista Agut Dominic Thiem Grigor Dimitrov       |
| 23 aprile | Gazprom Hungarian Open 2018 Budapest, Ungheria ATP World Tour 250 €561.345 - Terra rossa - 28S/32Q/16D Singolare - Doppio                                              | Marco Cecchinato 7–5, 6–4                                                    | John Millman                                                | Aljaž Bedene Andreas Seppi             | Yannick Maden Lorenzo Sonego Nikoloz Basilašvili Jan-Lennard Struff     |
| 23 aprile | Gazprom Hungarian Open 2018 Budapest, Ungheria ATP World Tour 250 €561.345 - Terra rossa - 28S/32Q/16D Singolare - Doppio                                              | Dominic Inglot Franko Škugor 6(8)–7, 6–1, [10–8]                             | Matwé Middelkoop Andrés Molteni                             | Aljaž Bedene Andreas Seppi             | Yannick Maden Lorenzo Sonego Nikoloz Basilašvili Jan-Lennard Struff     |
| 30 aprile | Internazionali di Tennis di Baviera 2018 Monaco di Baviera, Germania ATP World Tour 250 €561.345 - Terra rossa - 28S/16Q/16D Singolare - Doppio                        | Alexander Zverev 6–3, 6–3                                                    | Philipp Kohlschreiber                                       | Chung Hyeon Maximilian Marterer        | Jan-Lennard Struff Martin Kližan Márton Fucsovics Roberto Bautista Agut |
| 30 aprile | Internazionali di Tennis di Baviera 2018 Monaco di Baviera, Germania ATP World Tour 250 €561.345 - Terra rossa - 28S/16Q/16D Singolare - Doppio                        | Ivan Dodig Rajeev Ram 6–3, 7–5                                               | Nikola Mektić Alexander Peya                                | Chung Hyeon Maximilian Marterer        | Jan-Lennard Struff Martin Kližan Márton Fucsovics Roberto Bautista Agut |
| 30 aprile | Millennium Estoril Open 2018 Cascais, Portogallo ATP World Tour 250 €561.345 - Terra rossa - 28S/16Q/16D Singolare - Doppio                                            | João Sousa 6–4, 6–4                                                          | Frances Tiafoe                                              | Stefanos Tsitsipas Pablo Carreño Busta | Roberto Carballés Baena Kyle Edmund Simone Bolelli Nicolás Jarry        |
| 30 aprile | Millennium Estoril Open 2018 Cascais, Portogallo ATP World Tour 250 €561.345 - Terra rossa - 28S/16Q/16D Singolare - Doppio                                            | Kyle Edmund Cameron Norrie 6–4, 6–2                                          | Wesley Koolhof Artem Sitak                                  | Stefanos Tsitsipas Pablo Carreño Busta | Roberto Carballés Baena Kyle Edmund Simone Bolelli Nicolás Jarry        |
| 30 aprile | TEB BNP Paribas Istanbul Open 2018 Istanbul, Turchia ATP World Tour 250 €486.145 - Terra Rossa - 28S/16Q/16D Singolare - Doppio                                        | Tarō Daniel 7–6(4), 6–4                                                      | Malek Jaziri                                                | Laslo Đere Jérémy Chardy               | Jiří Veselý Paolo Lorenzi Rogério Dutra da Silva Thomas Fabbiano        |
| 30 aprile | TEB BNP Paribas Istanbul Open 2018 Istanbul, Turchia ATP World Tour 250 €486.145 - Terra Rossa - 28S/16Q/16D Singolare - Doppio                                        | Dominic Inglot Robert Lindstedt 3–6, 6–3, [10–8]                             | Ben McLachlan Nicholas Monroe                               | Laslo Đere Jérémy Chardy               | Jiří Veselý Paolo Lorenzi Rogério Dutra da Silva Thomas Fabbiano        |

### Maggio
| Settimana          | Torneo | Campione/i                                       | Finalista/i                    | Semifinalisti                          | Eliminati ai quarti di finale                                   |
| ------------------ | --- | ------------------------------------------------ | ------------------------------ | -------------------------------------- | --------------------------------------------------------------- |
| 7 maggio           | Madrid Open 2018 Madrid, Spagna ATP World Tour Masters 1000 €7.190.930 - Terra rossa - 56S/28Q/24D Singolare - Doppio              | Alexander Zverev 6–4, 6–4                        | Dominic Thiem                  | Kevin Anderson Denis Shapovalov        | Rafael Nadal Dušan Lajović Kyle Edmund John Isner               |
| 7 maggio           | Madrid Open 2018 Madrid, Spagna ATP World Tour Masters 1000 €7.190.930 - Terra rossa - 56S/28Q/24D Singolare - Doppio              | Nikola Mektić Alexander Peya w/o                 | Bob Bryan Mike Bryan           | Kevin Anderson Denis Shapovalov        | Rafael Nadal Dušan Lajović Kyle Edmund John Isner               |
| 14 maggio          | Internazionali d'Italia 2018 Roma, Italia ATP World Tour Masters 1000 €5.444.985 - Terra rossa - 56S/28Q/24D Singolare - Doppio    | Rafael Nadal 6–1, 1–6, 6–3                       | Alexander Zverev               | Novak Đoković Marin Čilić              | Fabio Fognini Kei Nishikori Pablo Carreño Busta David Goffin    |
| 14 maggio          | Internazionali d'Italia 2018 Roma, Italia ATP World Tour Masters 1000 €5.444.985 - Terra rossa - 56S/28Q/24D Singolare - Doppio    | Juan Sebastián Cabal Robert Farah 3–6, 6–4, 10–4 | Pablo Carreño Busta João Sousa | Novak Đoković Marin Čilić              | Fabio Fognini Kei Nishikori Pablo Carreño Busta David Goffin    |
| 21 maggio          | Geneva Open 2018 Ginevra, Svizzera ATP World Tour 250 €540.310 - Terra rossa - 28S/16Q/16D Singolare - Doppio                      | Márton Fucsovics 6–2, 6–2                        | Peter Gojowczyk                | Steve Johnson Fabio Fognini            | Guido Pella Stan Wawrinka Andreas Seppi Tennys Sandgren         |
| 21 maggio          | Geneva Open 2018 Ginevra, Svizzera ATP World Tour 250 €540.310 - Terra rossa - 28S/16Q/16D Singolare - Doppio                      | Oliver Marach Mate Pavić 3–6, 7–6(3), [11–9]     | Ivan Dodig Rajeev Ram          | Steve Johnson Fabio Fognini            | Guido Pella Stan Wawrinka Andreas Seppi Tennys Sandgren         |
| 21 maggio          | Open Parc Auvergne-Rhône-Alpes Lyon 2018 Lione, Francia ATP World Tour 250 €540.310 - Terra rossa - 28S/16Q/16D Singolare - Doppio | Dominic Thiem 3–6, 7–6(1), 6–1                   | Gilles Simon                   | Dušan Lajović Cameron Norrie           | Guillermo García López Taylor Fritz Michail Kukuškin John Isner |
| 21 maggio          | Open Parc Auvergne-Rhône-Alpes Lyon 2018 Lione, Francia ATP World Tour 250 €540.310 - Terra rossa - 28S/16Q/16D Singolare - Doppio | Nick Kyrgios Jack Sock 7–5, 2–6, [11–9]          | Roman Jebavý Matwé Middelkoop  | Dušan Lajović Cameron Norrie           | Guillermo García López Taylor Fritz Michail Kukuškin John Isner |
| 28 maggio 4 giugno | Open di Francia 2018 Parigi, Francia Grande Slam €14,014,300 - Terra rossa - 128S/128Q/64D/32X Singolare - Doppio - Misto          | Rafael Nadal 6–4, 6–3, 6–2                       | Dominic Thiem                  | Juan Martín del Potro Marco Cecchinato | Diego Schwartzman Marin Čilić Novak Đoković Alexander Zverev    |
| 28 maggio 4 giugno | Open di Francia 2018 Parigi, Francia Grande Slam €14,014,300 - Terra rossa - 128S/128Q/64D/32X Singolare - Doppio - Misto          | Pierre-Hugues Herbert Nicolas Mahut 6–2, 7–6(4)  | Oliver Marach Mate Pavić       | Juan Martín del Potro Marco Cecchinato | Diego Schwartzman Marin Čilić Novak Đoković Alexander Zverev    |
| 28 maggio 4 giugno | Open di Francia 2018 Parigi, Francia Grande Slam €14,014,300 - Terra rossa - 128S/128Q/64D/32X Singolare - Doppio - Misto          | Latisha Chan Ivan Dodig 6–1, 6(5)–7, [10–8]      | Gabriela Dabrowski Mate Pavić  | Juan Martín del Potro Marco Cecchinato | Diego Schwartzman Marin Čilić Novak Đoković Alexander Zverev    |

### Giugno
| Settimana | Torneo | Campione/i                                              | Finalista/i                       | Semifinalisti                     | Eliminati ai quarti di finale                                               |
| --------- | --- | ------------------------------------------------------- | --------------------------------- | --------------------------------- | --------------------------------------------------------------------------- |
| 12 giugno | Libéma Open 2018 's-Hertogenbosch, Paesi Bassi ATP World Tour 250 €686.080 - Erba - 32S/16Q/16D Singolare - Doppio             | Richard Gasquet 6–3, 7–6(5)                             | Jérémy Chardy                     | Matthew Ebden Bernard Tomić       | Mackenzie McDonald Marius Copil Fernando Verdasco Stefanos Tsitsipas        |
| 12 giugno | Libéma Open 2018 's-Hertogenbosch, Paesi Bassi ATP World Tour 250 €686.080 - Erba - 32S/16Q/16D Singolare - Doppio             | Dominic Inglot Franko Škugor 7–6(3), 7–5                | Raven Klaasen Michael Venus       | Matthew Ebden Bernard Tomić       | Mackenzie McDonald Marius Copil Fernando Verdasco Stefanos Tsitsipas        |
| 12 giugno | Mercedes Cup 2018 Stoccarda, Germania ATP World Tour 250 €729.340 - Erba - 32S/16Q/16D Singolare - Doppio                      | Roger Federer 6–4, 7–6(3)                               | Milos Raonic                      | Nick Kyrgios Lucas Pouille        | Guido Pella Feliciano López Tomáš Berdych Denis Istomin                     |
| 12 giugno | Mercedes Cup 2018 Stoccarda, Germania ATP World Tour 250 €729.340 - Erba - 32S/16Q/16D Singolare - Doppio                      | Philipp Petzschner Tim Pütz 7–6(5), 6–3                 | Robert Lindstedt Marcin Matkowski | Nick Kyrgios Lucas Pouille        | Guido Pella Feliciano López Tomáš Berdych Denis Istomin                     |
| 19 giugno | Halle Open 2018 Halle, Germania ATP World Tour 500 €2.116.915 - Erba - 28S/32Q/16D/4Q Singolare - Doppio                       | Borna Ćorić 7–6(6), 3–6, 6–2                            | Roger Federer                     | Denis Kudla Roberto Bautista Agut | Matthew Ebden Yūichi Sugita Karen Chačanov Andreas Seppi                    |
| 19 giugno | Halle Open 2018 Halle, Germania ATP World Tour 500 €2.116.915 - Erba - 28S/32Q/16D/4Q Singolare - Doppio                       | Łukasz Kubot Marcelo Melo 7–6(1), 6–4                   | Alexander Zverev Miša Zverev      | Denis Kudla Roberto Bautista Agut | Matthew Ebden Yūichi Sugita Karen Chačanov Andreas Seppi                    |
| 19 giugno | Queen's Club Championships 2018 Londra, Gran Bretagna ATP World Tour 500 €2.116.915 - Erba - 56S/32Q/24D/4Q Singolare - Doppio | Marin Čilić 5–7, 7–6(4), 6–3                            | Novak Đoković                     | Nick Kyrgios Jérémy Chardy        | Sam Querrey Feliciano López Frances Tiafoe Adrian Mannarino                 |
| 19 giugno | Queen's Club Championships 2018 Londra, Gran Bretagna ATP World Tour 500 €2.116.915 - Erba - 56S/32Q/24D/4Q Singolare - Doppio | Henri Kontinen John Peers 6–4, 6–3                      | Jamie Murray Bruno Soares         | Nick Kyrgios Jérémy Chardy        | Sam Querrey Feliciano López Frances Tiafoe Adrian Mannarino                 |
| 26 giugno | Nature Valley International 2018 Eastbourne, Gran Bretagna ATP World Tour 250 €721.085 - Erba - 28S/16Q/16D Singolare - Doppio | Miša Zverev 6–4, 6–4                                    | Lukáš Lacko                       | Marco Cecchinato Michail Kukuškin | Cameron Norrie John Millman Denis Shapovalov Kyle Edmund                    |
| 26 giugno | Nature Valley International 2018 Eastbourne, Gran Bretagna ATP World Tour 250 €721.085 - Erba - 28S/16Q/16D Singolare - Doppio | Luke Bambridge Jonny O'Mara 7–5, 6–4                    | Ken Skupski Neal Skupski          | Marco Cecchinato Michail Kukuškin | Cameron Norrie John Millman Denis Shapovalov Kyle Edmund                    |
| 26 giugno | Turkish Airlines Open Antalya 2018 Adalia, Turchia ATP World Tour 250 €486.145 - Erba - 28S/16Q/16D Singolare - Doppio         | Damir Džumhur 6–1, 1–6, 6–1                             | Adrian Mannarino                  | Gaël Monfils Jiří Veselý          | João Sousa Guillermo García López Nikoloz Basilašvili Pierre-Hugues Herbert |
| 26 giugno | Turkish Airlines Open Antalya 2018 Adalia, Turchia ATP World Tour 250 €486.145 - Erba - 28S/16Q/16D Singolare - Doppio         | Marcelo Demoliner Santiago González 7–5, 6(6)–7, [10–8] | Sander Arends Matwé Middelkoop    | Gaël Monfils Jiří Veselý          | João Sousa Guillermo García López Nikoloz Basilašvili Pierre-Hugues Herbert |

### Luglio
| Settimana         | Torneo | Campione/i                                             | Finalista/i                               | Semifinalisti                     | Eliminati ai quarti di finale                                       |
| ----------------- | --- | ------------------------------------------------------ | ----------------------------------------- | --------------------------------- | ------------------------------------------------------------------- |
| 2 luglio 9 luglio | Torneo di Wimbledon 2018 Londra, Gran Bretagna Grande Slam £16.184.500 - Erba - 128S/128Q/64D/16Q/48X Singolare - Doppio - Doppio misto | Novak Đoković 6-2, 6-2, 7–6(3)                         | Kevin Anderson                            | John Isner Rafael Nadal           | Roger Federer Milos Raonic Kei Nishikori Juan Martín del Potro      |
| 2 luglio 9 luglio | Torneo di Wimbledon 2018 Londra, Gran Bretagna Grande Slam £16.184.500 - Erba - 128S/128Q/64D/16Q/48X Singolare - Doppio - Doppio misto | Mike Bryan Jack Sock 6–3, 6(7)–7, 6–3, 5–7, 7–5        | Raven Klaasen Michael Venus               | John Isner Rafael Nadal           | Roger Federer Milos Raonic Kei Nishikori Juan Martín del Potro      |
| 2 luglio 9 luglio | Torneo di Wimbledon 2018 Londra, Gran Bretagna Grande Slam £16.184.500 - Erba - 128S/128Q/64D/16Q/48X Singolare - Doppio - Doppio misto | Alexander Peya Nicole Melichar 7–6(1), 6–3             | Jamie Murray Viktoryja Azaranka           | John Isner Rafael Nadal           | Roger Federer Milos Raonic Kei Nishikori Juan Martín del Potro      |
| 16 luglio         | Dell Technologies Hall of Fame Open 2018 Newport, Stati Uniti ATP World Tour 250 $623.710 - Erba - 28S/16Q/16D Singolare - Doppio       | Steve Johnson 7-5, 3-6, 6-2                            | Ramkumar Ramanathan                       | Marcel Granollers Tim Smyczek     | Adrian Mannarino Dudi Sela Jason Jung Vasek Pospisil                |
| 16 luglio         | Dell Technologies Hall of Fame Open 2018 Newport, Stati Uniti ATP World Tour 250 $623.710 - Erba - 28S/16Q/16D Singolare - Doppio       | Jonathan Erlich Artem Sitak 6-1, 6-2                   | Marcelo Arévalo Miguel Ángel Reyes Varela | Marcel Granollers Tim Smyczek     | Adrian Mannarino Dudi Sela Jason Jung Vasek Pospisil                |
| 16 luglio         | Swedish Open 2018 Båstad, Svezia ATP World Tour 250 €561.345 - Terra rossa - 28S/16Q/16D Singolare - Doppio                             | Fabio Fognini 6-3, 3-6, 6-1                            | Richard Gasquet                           | Henri Laaksonen Fernando Verdasco | Simone Bolelli Casper Ruud Federico Delbonis Pablo Carreño Busta    |
| 16 luglio         | Swedish Open 2018 Båstad, Svezia ATP World Tour 250 €561.345 - Terra rossa - 28S/16Q/16D Singolare - Doppio                             | Julio Peralta Horacio Zeballos 6-3, 6-4                | Simone Bolelli Fabio Fognini              | Henri Laaksonen Fernando Verdasco | Simone Bolelli Casper Ruud Federico Delbonis Pablo Carreño Busta    |
| 16 luglio         | Croatia Open Umag 2018 Umago, Croazia ATP World Tour 250 €561.345 - Terra rossa - 28S/16Q/16D Singolare - Doppio                        | Marco Cecchinato 6-2, 7–6(4)                           | Guido Pella                               | Robin Haase Marco Trungelliti     | Dušan Lajović Andrej Rublëv Laslo Đere Evgenij Donskoj              |
| 16 luglio         | Croatia Open Umag 2018 Umago, Croazia ATP World Tour 250 €561.345 - Terra rossa - 28S/16Q/16D Singolare - Doppio                        | Robin Haase Matwé Middelkoop 6-4, 6-4                  | Roman Jebavý Jiří Veselý                  | Robin Haase Marco Trungelliti     | Dušan Lajović Andrej Rublëv Laslo Đere Evgenij Donskoj              |
| 23 luglio         | German Open 2018 Amburgo, Germania ATP World Tour 500 €1.753.255 - Terra rossa - 32S/16Q/16D/4Q Singolare - Doppio                      | Nikoloz Basilašvili 6-4, 0-6, 7-5                      | Leonardo Mayer                            | Nicolás Jarry Jozef Kovalík       | Dominic Thiem Pablo Carreño Busta Thiago Monteiro Diego Schwartzman |
| 23 luglio         | German Open 2018 Amburgo, Germania ATP World Tour 500 €1.753.255 - Terra rossa - 32S/16Q/16D/4Q Singolare - Doppio                      | Julio Peralta Horacio Zeballos 6-1, 4-6, [10-6]        | Oliver Marach Mate Pavić                  | Nicolás Jarry Jozef Kovalík       | Dominic Thiem Pablo Carreño Busta Thiago Monteiro Diego Schwartzman |
| 23 luglio         | BB&T Atlanta Open 2018 Atlanta, Stati Uniti ATP World Tour 250 $748.450 - Cemento - 28S/16Q/16D Singolare - Doppio                      | John Isner 5-7, 6-3, 6-4                               | Ryan Harrison                             | Matthew Ebden Cameron Norrie      | Miša Zverev Marcos Baghdatis Chung Hyeon Nick Kyrgios               |
| 23 luglio         | BB&T Atlanta Open 2018 Atlanta, Stati Uniti ATP World Tour 250 $748.450 - Cemento - 28S/16Q/16D Singolare - Doppio                      | Nicholas Monroe John-Patrick Smith 3-6, 7–6(5), [10-8] | Ryan Harrison Rajeev Ram                  | Matthew Ebden Cameron Norrie      | Miša Zverev Marcos Baghdatis Chung Hyeon Nick Kyrgios               |
| 23 luglio         | J. Safra Sarasin Swiss Open Gstaad 2018 Gstaad, Svizzera ATP World Tour 250 €561.345 - Terra rossa - 28S/16Q/16D Singolare - Doppio     | Matteo Berrettini 7–6(4), 6-4                          | Roberto Bautista Agut                     | Jürgen Zopp Laslo Đere            | Facundo Bagnis Feliciano López Viktor Galović Tarō Daniel           |
| 23 luglio         | J. Safra Sarasin Swiss Open Gstaad 2018 Gstaad, Svizzera ATP World Tour 250 €561.345 - Terra rossa - 28S/16Q/16D Singolare - Doppio     | Matteo Berrettini Daniele Bracciali 7–6(2), 7–6(5)     | Denys Molčanov Igor Zelenay               | Jürgen Zopp Laslo Đere            | Facundo Bagnis Feliciano López Viktor Galović Tarō Daniel           |
| 30 luglio         | Citi Open 2018 Washington, Stati Uniti d'America ATP World Tour 500 $2.146.815 - Cemento - 48S/24Q/16D/4Q Singolare - Doppio            | Alexander Zverev 6-2, 6-4                              | Alex de Minaur                            | Stefanos Tsitsipas Andrej Rublëv  | Kei Nishikori David Goffin Andy Murray Denis Kudla                  |
| 30 luglio         | Citi Open 2018 Washington, Stati Uniti d'America ATP World Tour 500 $2.146.815 - Cemento - 48S/24Q/16D/4Q Singolare - Doppio            | Jamie Murray Bruno Soares 3-6, 6-3, [10-4]             | Mike Bryan Édouard Roger-Vasselin         | Stefanos Tsitsipas Andrej Rublëv  | Kei Nishikori David Goffin Andy Murray Denis Kudla                  |
| 30 luglio         | Abierto Mexicano Los Cabos Open 2018 Los Cabos, Messico ATP World Tour 250 $808.770 - Cemento - 28S/16Q/16D Singolare - Doppio          | Fabio Fognini 6-4, 6-2                                 | Juan Martín del Potro                     | Damir Džumhur Cameron Norrie      | Jahor Herasimaŭ Michael Mmoh Adrian Mannarino Yoshihito Nishioka    |
| 30 luglio         | Abierto Mexicano Los Cabos Open 2018 Los Cabos, Messico ATP World Tour 250 $808.770 - Cemento - 28S/16Q/16D Singolare - Doppio          | Marcelo Arévalo Miguel Ángel Reyes Varela 6-4, 6-4     | Taylor Fritz Thanasi Kokkinakis           | Damir Džumhur Cameron Norrie      | Jahor Herasimaŭ Michael Mmoh Adrian Mannarino Yoshihito Nishioka    |
| 30 luglio         | Generali Open 2018 Kitzbühel, Austria ATP World Tour 250 €561.345 - Terra rossa - 28S/16Q/16D Singolare - Doppio                        | Martin Kližan 6-2, 6-2                                 | Denis Istomin                             | Jaume Munar Nicolás Jarry         | Dušan Lajović Tarō Daniel Matteo Berrettini Maximilian Marterer     |
| 30 luglio         | Generali Open 2018 Kitzbühel, Austria ATP World Tour 250 €561.345 - Terra rossa - 28S/16Q/16D Singolare - Doppio                        | Roman Jebavý Andrés Molteni 6-2, 6-4                   | Daniele Bracciali Federico Delbonis       | Jaume Munar Nicolás Jarry         | Dušan Lajović Tarō Daniel Matteo Berrettini Maximilian Marterer     |

### Agosto
| Settimana             | Torneo | Campione/i                                          | Finalista/i                       | Semifinalisti                   | Eliminati ai quarti di finale                                        |
| --------------------- | --- | --------------------------------------------------- | --------------------------------- | ------------------------------- | -------------------------------------------------------------------- |
| 7 agosto              | Canadian Open 2018 Toronto, Canada ATP World Tour Masters 1000 5 939 970 $ - Cemento - 56S/24Q/24D Singolare - Doppio           | Rafael Nadal 6-2, 7–6(4)                            | Stefanos Tsitsipas                | Karen Chačanov Kevin Anderson   | Marin Čilić Robin Haase Grigor Dimitrov Alexander Zverev             |
| 7 agosto              | Canadian Open 2018 Toronto, Canada ATP World Tour Masters 1000 5 939 970 $ - Cemento - 56S/24Q/24D Singolare - Doppio           | Henri Kontinen John Peers 6-2, 6(7)–7, [10-6]       | Raven Klaasen Michael Venus       | Karen Chačanov Kevin Anderson   | Marin Čilić Robin Haase Grigor Dimitrov Alexander Zverev             |
| 14 agosto             | Cincinnati Open 2018 Cincinnati, Stati Uniti ATP World Tour Masters 1000 6 335 970 $ - Cemento - 56S/28Q/24D Singolare - Doppio | Novak Đoković 6-4, 6-4                              | Roger Federer                     | Marin Čilić David Goffin        | Milos Raonic Pablo Carreño Busta Juan Martín del Potro Stan Wawrinka |
| 14 agosto             | Cincinnati Open 2018 Cincinnati, Stati Uniti ATP World Tour Masters 1000 6 335 970 $ - Cemento - 56S/28Q/24D Singolare - Doppio | Jamie Murray Bruno Soares 4-6, 6-3, [10-6]          | Juan Sebastián Cabal Robert Farah | Marin Čilić David Goffin        | Milos Raonic Pablo Carreño Busta Juan Martín del Potro Stan Wawrinka |
| 20 agosto             | Winston-Salem Open 2018 Winston-Salem, Stati Uniti ATP World Tour 250 778 070 $ - Cemento - 48S/32Q/16D Singolare - Doppio      | Daniil Medvedev 6-4, 6-4                            | Steve Johnson                     | Tarō Daniel Pablo Carreño Busta | Ryan Harrison Nicolás Jarry Kyle Edmund Chung Hyeon                  |
| 20 agosto             | Winston-Salem Open 2018 Winston-Salem, Stati Uniti ATP World Tour 250 778 070 $ - Cemento - 48S/32Q/16D Singolare - Doppio      | Jean-Julien Rojer Horia Tecău 6-4, 6-2              | James Cerretani Leander Paes      | Tarō Daniel Pablo Carreño Busta | Ryan Harrison Nicolás Jarry Kyle Edmund Chung Hyeon                  |
| 27 agosto 3 settembre | US Open 2018 New York, Stati Uniti Grande Slam 25 282 920 $ - Cemento 128S/128Q/64D/32X Singolare - Doppio - Doppio misto       | Novak Đoković 6-3, 7–6(4), 6-3                      | Juan Martín del Potro             | Rafael Nadal Kei Nishikori      | Dominic Thiem John Isner Marin Čilić John Millman                    |
| 27 agosto 3 settembre | US Open 2018 New York, Stati Uniti Grande Slam 25 282 920 $ - Cemento 128S/128Q/64D/32X Singolare - Doppio - Doppio misto       | Mike Bryan Jack Sock 6-3, 6-1                       | Łukasz Kubot Marcelo Melo         | Rafael Nadal Kei Nishikori      | Dominic Thiem John Isner Marin Čilić John Millman                    |
| 27 agosto 3 settembre | US Open 2018 New York, Stati Uniti Grande Slam 25 282 920 $ - Cemento 128S/128Q/64D/32X Singolare - Doppio - Doppio misto       | Bethanie Mattek-Sands Jamie Murray 2-6, 6-3, [11-9] | Alicja Rosolska Nikola Mektić     | Rafael Nadal Kei Nishikori      | Dominic Thiem John Isner Marin Čilić John Millman                    |

### Settembre
| Settimana    | Torneo | Campione/i                                     | Finalista/i                            | Semifinalisti                       | Eliminati ai quarti di finale                                       |
| ------------ | --- | ---------------------------------------------- | -------------------------------------- | ----------------------------------- | ------------------------------------------------------------------- |
| 10 settembre | Coppa Davis 2018 Semifinali Lilla, Francia - Cemento (i) Zara, Croazia - Terra rossa                                              | Vincenti semifinali Francia 3-0 Croazia 3-2    | Perdenti semifinali Spagna Stati Uniti |                                     |                                                                     |
| 17 settembre | St. Petersburg Open 2018 San Pietroburgo, Russia ATP World Tour 250 1 064 715 € - Cemento indoor - 28S/16Q/16D Singolare - Doppio | Dominic Thiem 6-3, 6-1                         | Martin Kližan                          | Roberto Bautista Agut Stan Wawrinka | Daniil Medvedev Marco Cecchinato Damir Džumhur Denis Shapovalov     |
| 17 settembre | St. Petersburg Open 2018 San Pietroburgo, Russia ATP World Tour 250 1 064 715 € - Cemento indoor - 28S/16Q/16D Singolare - Doppio | Matteo Berrettini Fabio Fognini 7–6(6), 7–6(4) | Roman Jebavý Matwé Middelkoop          | Roberto Bautista Agut Stan Wawrinka | Daniil Medvedev Marco Cecchinato Damir Džumhur Denis Shapovalov     |
| 17 settembre | Moselle Open 2018 Metz, Francia ATP World Tour 250 540 310 € - Cemento indoor - 28S/16Q/16D Singolare - Doppio                    | Gilles Simon 7–6(2), 6-1                       | Matthias Bachinger                     | Kei Nishikori Radu Albot            | Nikoloz Basilašvili Yannick Maden Richard Gasquet Ričardas Berankis |
| 17 settembre | Moselle Open 2018 Metz, Francia ATP World Tour 250 540 310 € - Cemento indoor - 28S/16Q/16D Singolare - Doppio                    | Nicolas Mahut Édouard Roger-Vasselin 6-1, 7-5  | Ken Skupski Neal Skupski               | Kei Nishikori Radu Albot            | Nikoloz Basilašvili Yannick Maden Richard Gasquet Ričardas Berankis |
| 24 settembre | Shenzhen Open 2018 Shenzhen, Cina ATP World Tour 250 $800 320 - Cemento - 28S/16Q/16D Singolare - Doppio                          | Yoshihito Nishioka 7-5, 2-6, 6-4               | Pierre-Hugues Herbert                  | Fernando Verdasco Alex de Minaur    | Andy Murray Cameron Norrie Damir Džumhur Albert Ramos Viñolas       |
| 24 settembre | Shenzhen Open 2018 Shenzhen, Cina ATP World Tour 250 $800 320 - Cemento - 28S/16Q/16D Singolare - Doppio                          | Ben McLachlan Joe Salisbury 7–6(5), 7–6(4)     | Robert Lindstedt Rajeev Ram            | Fernando Verdasco Alex de Minaur    | Andy Murray Cameron Norrie Damir Džumhur Albert Ramos Viñolas       |
| 24 settembre | Chengdu Open 2018 Chengdu, Cina ATP World Tour 250 $1 183 360 - Cemento - 28S/16S/16D Singolare - Doppio                          | Bernard Tomić 6-1, 3-6, 7–6(7)                 | Fabio Fognini                          | Taylor Fritz João Sousa             | Matthew Ebden Sam Querrey Malek Jaziri Félix Auger-Aliassime        |
| 24 settembre | Chengdu Open 2018 Chengdu, Cina ATP World Tour 250 $1 183 360 - Cemento - 28S/16S/16D Singolare - Doppio                          | Ivan Dodig Mate Pavić 6-4, 6-2                 | Austin Krajicek Jeevan Nedunchezhiyan  | Taylor Fritz João Sousa             | Matthew Ebden Sam Querrey Malek Jaziri Félix Auger-Aliassime        |

### Ottobre
| Settimana  | Torneo | Campione/i                                    | Finalista/i                         | Semifinalisti                      | Eliminati ai quarti di finale                                      |
| ---------- | --- | --------------------------------------------- | ----------------------------------- | ---------------------------------- | ------------------------------------------------------------------ |
| 1º ottobre | China Open 2018 Pechino, Cina ATP World Tour 500 $4.658.510 - Cemento - 32S/16Q/16D Singolare - Doppio                      | Nikoloz Basilašvili 6-4, 6-4                  | Juan Martín del Potro               | Fabio Fognini Kyle Edmund          | Filip Krajinović Márton Fucsovics Dušan Lajović Malek Jaziri       |
| 1º ottobre | China Open 2018 Pechino, Cina ATP World Tour 500 $4.658.510 - Cemento - 32S/16Q/16D Singolare - Doppio                      | Łukasz Kubot Marcelo Melo 6-1,6-4             | Oliver Marach Mate Pavić            | Fabio Fognini Kyle Edmund          | Filip Krajinović Márton Fucsovics Dušan Lajović Malek Jaziri       |
| 1º ottobre | Japan Open Tennis Champs 2018 Tokyo, Giappone ATP World Tour 500 $1.928.580 - Cemento - 32S/16Q/16D Singolare - Doppio      | Daniil Medvedev 6-2, 6-4                      | Kei Nishikori                       | Denis Shapovalov Richard Gasquet   | Jan-Lennard Struff Milos Raonic Stefanos Tsitsipas Kevin Anderson  |
| 1º ottobre | Japan Open Tennis Champs 2018 Tokyo, Giappone ATP World Tour 500 $1.928.580 - Cemento - 32S/16Q/16D Singolare - Doppio      | Ben McLachlan Jan-Lennard Struff 6-4, 7-5     | Raven Klaasen Michael Venus         | Denis Shapovalov Richard Gasquet   | Jan-Lennard Struff Milos Raonic Stefanos Tsitsipas Kevin Anderson  |
| 8 ottobre  | Shanghai Masters 2018 Shanghai, Cina ATP World Tour Masters 1000 $9.129.970 - Cemento - 56S/28Q/24D Singolare - Doppio      | Novak Đoković 6-3, 6-4                        | Borna Ćorić                         | Roger Federer Alexander Zverev     | Kei Nishikori Matthew Ebden Kyle Edmund Kevin Anderson             |
| 8 ottobre  | Shanghai Masters 2018 Shanghai, Cina ATP World Tour Masters 1000 $9.129.970 - Cemento - 56S/28Q/24D Singolare - Doppio      | Łukasz Kubot Marcelo Melo 6-4, 6-2            | Jamie Murray Bruno Soares           | Roger Federer Alexander Zverev     | Kei Nishikori Matthew Ebden Kyle Edmund Kevin Anderson             |
| 15 ottobre | Kremlin Cup 2018 Mosca, Russia ATP World Tour 250 $936.435 - Cemento indoor - 28S/32Q/16D Singolare - Doppio                | Karen Chačanov 6-2, 6-2                       | Adrian Mannarino                    | Andreas Seppi Daniil Medvedev      | Jahor Herasimaŭ Filip Krajinović Mirza Bašić Ričardas Berankis     |
| 15 ottobre | Kremlin Cup 2018 Mosca, Russia ATP World Tour 250 $936.435 - Cemento indoor - 28S/32Q/16D Singolare - Doppio                | Austin Krajicek Rajeev Ram 7–6(4), 6-4        | Maks Mirny Philipp Oswald           | Andreas Seppi Daniil Medvedev      | Jahor Herasimaŭ Filip Krajinović Mirza Bašić Ričardas Berankis     |
| 15 ottobre | European Open 2018 Anversa, Belgio ATP World Tour 250 €686.080 - Cemento indoor - 28S/32Q/16D Singolare - Doppio            | Kyle Edmund 3-6, 7–6(2), 7–6(4)               | Gaël Monfils                        | Richard Gasquet Diego Schwartzman  | Il'ja Ivaška Jan-Lennard Struff Vasek Pospisil Gilles Simon        |
| 15 ottobre | European Open 2018 Anversa, Belgio ATP World Tour 250 €686.080 - Cemento indoor - 28S/32Q/16D Singolare - Doppio            | Nicolas Mahut Édouard Roger-Vasselin 6-4, 7-5 | Marcelo Demoliner Santiago González | Richard Gasquet Diego Schwartzman  | Il'ja Ivaška Jan-Lennard Struff Vasek Pospisil Gilles Simon        |
| 15 ottobre | Stockholm Open 2018 Stoccolma, Svezia ATP World Tour 250 €686.080 - Cemento indoor - 28S/32Q/16D Singolare - Doppio         | Stefanos Tsitsipas 6-4, 6-4                   | Ernests Gulbis                      | John Isner Fabio Fognini           | Tennys Sandgren Jack Sock Philipp Kohlschreiber Chung Hyeon        |
| 15 ottobre | Stockholm Open 2018 Stoccolma, Svezia ATP World Tour 250 €686.080 - Cemento indoor - 28S/32Q/16D Singolare - Doppio         | Luke Bambridge Jonny O'Mara 7-5, 7–6(8)       | Marcus Daniell Wesley Koolhof       | John Isner Fabio Fognini           | Tennys Sandgren Jack Sock Philipp Kohlschreiber Chung Hyeon        |
| 22 ottobre | Vienna Open 2018 Vienna, Austria ATP World Tour 500 €2.788.570 - Cemento indoor - 32S/16Q/16D Singolare - Doppio            | Kevin Anderson 6-3, 7–6(3)                    | Kei Nishikori                       | Michail Kukuškin Fernando Verdasco | Dominic Thiem Márton Fucsovics Gaël Monfils Borna Ćorić            |
| 22 ottobre | Vienna Open 2018 Vienna, Austria ATP World Tour 500 €2.788.570 - Cemento indoor - 32S/16Q/16D Singolare - Doppio            | Joe Salisbury Neal Skupski 7–6(5), 6-3        | Mike Bryan Édouard Roger-Vasselin   | Michail Kukuškin Fernando Verdasco | Dominic Thiem Márton Fucsovics Gaël Monfils Borna Ćorić            |
| 22 ottobre | Swiss Indoors Basel 2018 Basilea, Svizzera ATP World Tour 500 €2.442.740 - Cemento indoor - 32S/16Q/16D Singolare - Doppio  | Roger Federer 7–6(5), 6-4                     | Marius Copil                        | Daniil Medvedev Alexander Zverev   | Gilles Simon Stefanos Tsitsipas Taylor Fritz Roberto Bautista Agut |
| 22 ottobre | Swiss Indoors Basel 2018 Basilea, Svizzera ATP World Tour 500 €2.442.740 - Cemento indoor - 32S/16Q/16D Singolare - Doppio  | Dominic Inglot Franko Škugor 6-2, 7-5         | Alexander Zverev Miša Zverev        | Daniil Medvedev Alexander Zverev   | Gilles Simon Stefanos Tsitsipas Taylor Fritz Roberto Bautista Agut |
| 29 ottobre | Paris Masters 2018 Parigi, Francia ATP World Tour Masters 1000 €5.444.985 - Cemento indoor - 48S/24Q/24D Singolare - Doppio | Karen Chačanov 7-5, 6-4                       | Novak Đoković                       | Dominic Thiem Roger Federer        | Jack Sock Alexander Zverev Kei Nishikori Marin Čilić               |
| 29 ottobre | Paris Masters 2018 Parigi, Francia ATP World Tour Masters 1000 €5.444.985 - Cemento indoor - 48S/24Q/24D Singolare - Doppio | Marcel Granollers Rajeev Ram 6-4, 6-4         | Jean-Julien Rojer Horia Tecău       | Dominic Thiem Roger Federer        | Jack Sock Alexander Zverev Kei Nishikori Marin Čilić               |

### Novembre
| Settimana   | Torneo | Campione/i                              | Finalista/i                         | Semifinalisti                | Eliminati ai quarti di finale                                                                            |
| ----------- | --- | --------------------------------------- | ----------------------------------- | ---------------------------- | --- |
| 5 novembre  | Next Generation ATP Finals 2018 Milano, Italia Next Gen ATP Finals $1.275.000 - Cemento indoor - 8S (RR) Singolare | Stefanos Tsitsipas 2–4, 4–1, 4–33, 4–33 | Alex de Minaur                      | Andrej Rublëv Jaume Munar    | Round robin Gruppo A Hubert Hurkacz Frances Tiafoe Gruppo B Taylor Fritz Liam Caruana                    |
| 12 novembre | Nitto ATP Finals 2018 Londra, Gran Bretagna ATP Finals $8.000.000 - Cemento indoor - 8S/8D (RR) Singolare - Doppio | Alexander Zverev 6–4, 6–3               | Novak Đoković                       | Kevin Anderson Roger Federer | Round Robin Gruppo Guga Kuerten Marin Čilić John Isner Gruppo Lleyton Hewitt Dominic Thiem Kei Nishikori |
| 12 novembre | Nitto ATP Finals 2018 Londra, Gran Bretagna ATP Finals $8.000.000 - Cemento indoor - 8S/8D (RR) Singolare - Doppio | Mike Bryan Jack Sock 5–7, 6–1, [13–11]  | Pierre-Hugues Herbert Nicolas Mahut | Kevin Anderson Roger Federer | Round Robin Gruppo Guga Kuerten Marin Čilić John Isner Gruppo Lleyton Hewitt Dominic Thiem Kei Nishikori |
| 19 novembre | Coppa Davis 2018 Finale Lilla, Francia - Terra rossa indoor                                                        | Croazia 3–1                             | Francia                             |                              | |

## Classifiche ATP
Questo è il ranking ATP dei top 20 giocatori di singolare, top 10 di doppio e team di doppio dell'ATP Tour.

### Singolare
| ATP Race Singolare, al 5 novembre 2018 | ATP Race Singolare, al 5 novembre 2018 | ATP Race Singolare, al 5 novembre 2018 | ATP Race Singolare, al 5 novembre 2018 | ATP Race Singolare, al 5 novembre 2018 |
| #                                      | Giocatore                              | Punti                                  | +/-                                    | Tornei                                 |
| -------------------------------------- | -------------------------------------- | -------------------------------------- | -------------------------------------- | -------------------------------------- |
| 1                                      | Novak Đoković (SRB)                    | 8.045                                  | Aumento                                | 16                                     |
| 2                                      | Rafael Nadal (ESP)                     | 7.480                                  | Diminuzione                            | 13                                     |
| 3                                      | Roger Federer (CH)                     | 6.020                                  | Stabile                                | 16                                     |
| 4                                      | Juan Martín del Potro (ARG)            | 5.300                                  | Stabile                                | 18                                     |
| 5                                      | Alexander Zverev (DEU)                 | 5.085                                  | Stabile                                | 20                                     |
| 6                                      | Kevin Anderson (ZAF)                   | 4.310                                  | Stabile                                | 19                                     |
| 7                                      | Marin Čilić (HRV)                      | 4.050                                  | Stabile                                | 18                                     |
| 8                                      | Dominic Thiem (AUT)                    | 3.895                                  | Stabile                                | 24                                     |
| 9                                      | Kei Nishikori (JPN)                    | 3.390                                  | 2                                      | 23                                     |
| 10                                     | John Isner (USA)                       | 3.155                                  | 1                                      | 22                                     |
| 11                                     | Karen Chačanov (RUS)                   | 2.835                                  | 7                                      | 25                                     |
| 12                                     | Borna Ćorić (HRV)                      | 2.480                                  | 1                                      | 20                                     |
| 13                                     | Fabio Fognini (ITA)                    | 2.315                                  | 1                                      | 25                                     |
| 14                                     | Kyle Edmund (GBR)                      | 2.150                                  | 1                                      | 23                                     |
| 15                                     | Stefanos Tsitsipas (GRC)               | 2.095                                  | 1                                      | 30                                     |
| 16                                     | Daniil Medvedev (RUS)                  | 1.977                                  | 1                                      | 27                                     |
| 17                                     | Diego Schwartzman (ARG)                | 1.880                                  | 2                                      | 26                                     |
| 18                                     | Milos Raonic (CAN)                     | 1.855                                  | 3                                      | 20                                     |
| 19                                     | Grigor Dimitrov (BGR)                  | 1.835                                  | 9                                      | 20                                     |
| 20                                     | Marco Cecchinato (ITA)                 | 1.819                                  | Stabile                                | 31                                     |

### Classifica di fine anno
| #   | Giocatore             | Punti | Rank. 2017 | /       |
| 1.  | Novak Đoković         | 9.045 | 12         | 11      |
| 2.  | Rafael Nadal          | 7.480 | 1          | 1       |
| 3.  | Roger Federer         | 6.420 | 2          | 1       |
| 4.  | Alexander Zverev      | 6.385 | 4          | Stabile |
| 5.  | Juan Martín del Potro | 5.300 | 11         | 6       |
| 6.  | Kevin Anderson        | 4.710 | 14         | 8       |
| 7.  | Marin Čilić           | 4.250 | 6          | 1       |
| 8.  | Dominic Thiem         | 4.095 | 5          | 3       |
| 9.  | Kei Nishikori         | 3.590 | 22         | 13      |
| 10. | John Isner            | 3.155 | 17         | 7       |

#### Numero 1 del ranking
| Detentore           | Data inizio    | Data fine      |
| ------------------- | -------------- | -------------- |
| Rafael Nadal (ESP)  | Fine Tour 2017 | 18 febbraio    |
| Roger Federer (CHE) | 19 febbraio    | 1 aprile       |
| Rafael Nadal (ESP)  | 2 aprile       | 13 maggio      |
| Roger Federer (CHE) | 14 maggio      | 20 maggio      |
| Rafael Nadal (ESP)  | 21 maggio      | 17 giugno      |
| Roger Federer (CHE) | 18 giugno      | 24 giugno      |
| Rafael Nadal (ESP)  | 25 giugno      | 4 novembre     |
| Novak Đoković (SRB) | 5 novembre     | Fine Tour 2018 |

### Doppio
| ATP Race Team Doppio, al 2 luglio 2018 | ATP Race Team Doppio, al 2 luglio 2018          | ATP Race Team Doppio, al 2 luglio 2018 | ATP Race Team Doppio, al 2 luglio 2018 | ATP Race Team Doppio, al 2 luglio 2018 |
| #                                      | Team                                            | Punti                                  | +/-                                    | Tornei                                 |
| -------------------------------------- | ----------------------------------------------- | -------------------------------------- | -------------------------------------- | -------------------------------------- |
| 1                                      | Oliver Marach (AUT) Mate Pavić (HRV)            | 5.930                                  | Stabile                                | 14                                     |
| 2                                      | Bob Bryan (USA) Mike Bryan (USA)                | 4.355                                  | Stabile                                | 9                                      |
| 3                                      | Juan Sebastián Cabal (COL) Robert Farah (COL)   | 3.700                                  | Stabile                                | 13                                     |
| 4                                      | Nikola Mektić (HRV) Alexander Peya (AUT)        | 3.200                                  | Stabile                                | 17                                     |
| 5                                      | Pierre-Hugues Herbert (FRA) Nicolas Mahut (FRA) | 3.040                                  | Stabile                                | 8                                      |
| 6                                      | Łukasz Kubot (POL) Marcelo Melo (BRA)           | 2.100                                  | Stabile                                | 15                                     |
| 7                                      | Jamie Murray (GBR) Bruno Soares (BRA)           | 2.030                                  | Stabile                                | 13                                     |
| 8                                      | Feliciano López (ESP) Marc López (ESP)          | 1.760                                  | Stabile                                | 12                                     |
| 9                                      | Raven Klaasen (ZAF) Michael Venus (NZL)         | 1.525                                  | Stabile                                | 16                                     |
| 10                                     | Henri Kontinen (FIN) John Peers (AUS)           | 1.470                                  | Stabile                                | 13                                     |

### Classifica di fine anno
| #  | Giocatore            | Punti  | Rank. 2017 | /  |
| 1. | Mike Bryan           | 10.840 | 11         | 10 |
| 2. | Jack Sock            | 7.925  | 39         | 32 |
| 3. | Mate Pavić           | 7.250  | 17         | 14 |
| 4. | Oliver Marach        | 7.250  | 19         | 15 |
| 5. | Juan Sebastián Cabal | 6.140  | 23         | 18 |
| 5. | Robert Farah         | 6.140  | 27         | 22 |
| 7. | Jamie Murray         | 5.450  | 9          | 2  |
| 7. | Bruno Soares         | 5.450  | 10         | 2  |
| 9. | Łukasz Kubot         | 5.270  | 2          | 7  |
| 9. | Marcelo Melo         | 5.270  | 1          | 8  |

#### Numero 1 del ranking
| Detentore                             | Data inizio    | Data fine      |
| ------------------------------------- | -------------- | -------------- |
| Marcelo Melo (BRA)                    | Fine Tour 2017 | 7 gennaio      |
| Łukasz Kubot (POL) Marcelo Melo (BRA) | 8 gennaio      | 29 aprile      |
| Łukasz Kubot (POL)                    | 30 aprile      | 20 maggio      |
| Mate Pavić (HRV)                      | 21 maggio      | 15 luglio      |
| Mike Bryan (USA)                      | 16 luglio      | Fine Tour 2018 |